# ARASHI BLAST in Hawaii
『ARASHI BLAST in Hawaii』（アラシ ブラスト イン ハワイ）は、日本の男性アイドルグループ・嵐のライブ・ビデオ。2015年4月15日にJ Stormから発売された。

## 概要
2014年9月19・20日にハワイで行われた15周年記念ライブ「ARASHI BLAST in Hawaii」から、9月19日公演を収録。
DVD/Blu-rayにそれぞれ初回限定盤・通常盤が存在し、計4種類で発売。Blu-ray Disc版にはSBMV Super Bit Mapping (ソニー株式会社が開発した階調補完技術)が今作に採用されている。
特典映像として「Documentary of "BLAST in Hawaii"」を収録、そして150ページに及ぶ「ARASHI BLAST プレミアムブックレット」を封入したスペシャルパッケージ仕様となっている。
本作収録の「マイガール（ハワイアンver.）」は、後に5thベストアルバム「5×20 All the BEST!! 1999-2019」初回限定盤2特典DVD「ARASHI LIVE CLIPS」にも収録された。

## チャート成績
DVDおよびBDが初動28.2万枚、25.8万枚をそれぞれ売り上げ、4月27日のオリコンチャートで1位を獲得した。また、BDは自身がもつ歴代1位の売り上げを「ARASHI Live Tour 2013 “LOVE”」から更新した。
第30回日本ゴールドディスク大賞で、ベスト・ミュージック・ビデオ（邦楽）を受賞。

## 収録曲

### 本編映像
※Blu-rayではDisc 1にまとめて収録。

#### Disc 1
1. A・RA・SHI
2. Lucky Man
3. 五里霧中
4. ハダシの未来
5. PIKA☆NCHI
6. PIKA★★NCHI DOUBLE
7. Love so sweet
8. Oh Yeah!
9. きっと大丈夫
10. Step and Go
11. Happiness
12. Believe
13. 5×10
14. マイガール（ハワイアン ver.）
15. Everything（ハワイアン ver.）
16. Summer Splash!
17. CARNIVAL NIGHT part2
18. Monster
19. 誰も知らない
20. P・A・R・A・D・O・X
21. Your Eyes
22. 迷宮ラブソング
23. Troublemaker
24. ワイルド アット ハート
25. GUTS !
26. 感謝カンゲキ雨嵐

#### Disc 2
1. season
2. Bittersweet
3. エナジーソング〜絶好調超!!!!〜
4. A・RA・SHI

### 特典映像
Disc 2
1. Documentary of “BLAST in Hawaii”

## コンサート日程
- コンサート「ARASHI BLAST in Hawaii」について記述。開演時間は、現地時間による。

|        | 開催日   | 開演時間 | 会場                       |
| 2014年 | 2014年   | 2014年   | 2014年                     |
| ------ | -------- | -------- | -------------------------- |
| 1      | 09月19日 | 17:30    | コオリナ・リゾート特設会場 |
| 1      | 09月20日 | 17:30    | コオリナ・リゾート特設会場 |